# Acacia chisholmii
Espèce
Acacia chisholmii est une espèce de plante à fleurs de la famille des Fabaceae. Il est communément dénommé turpentine bush et Chisholm's wattle. C'est un arbuste originaire des régions arides du nord-est de l'Australie.

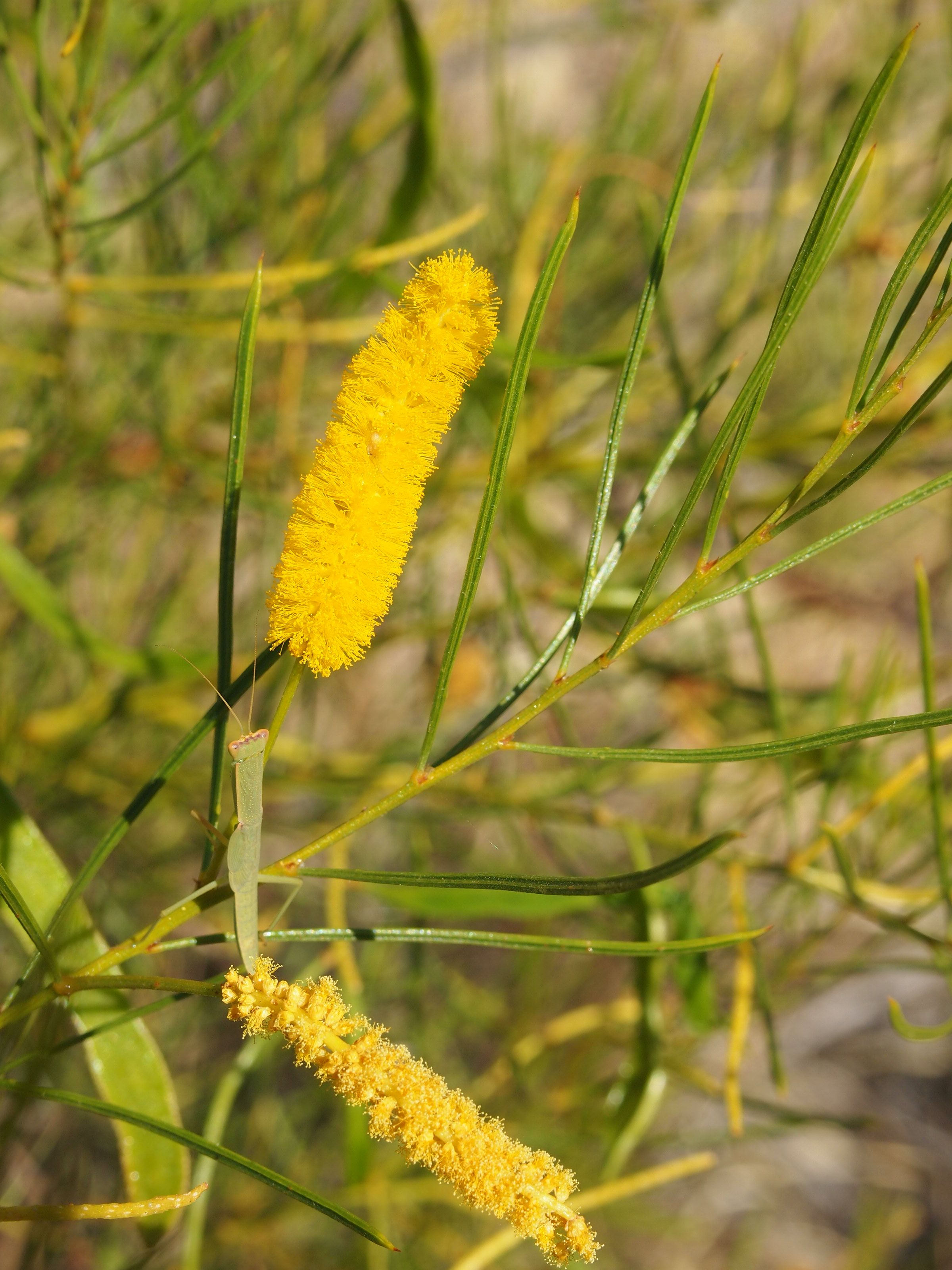
Fleurs dAcacia chisholmii.

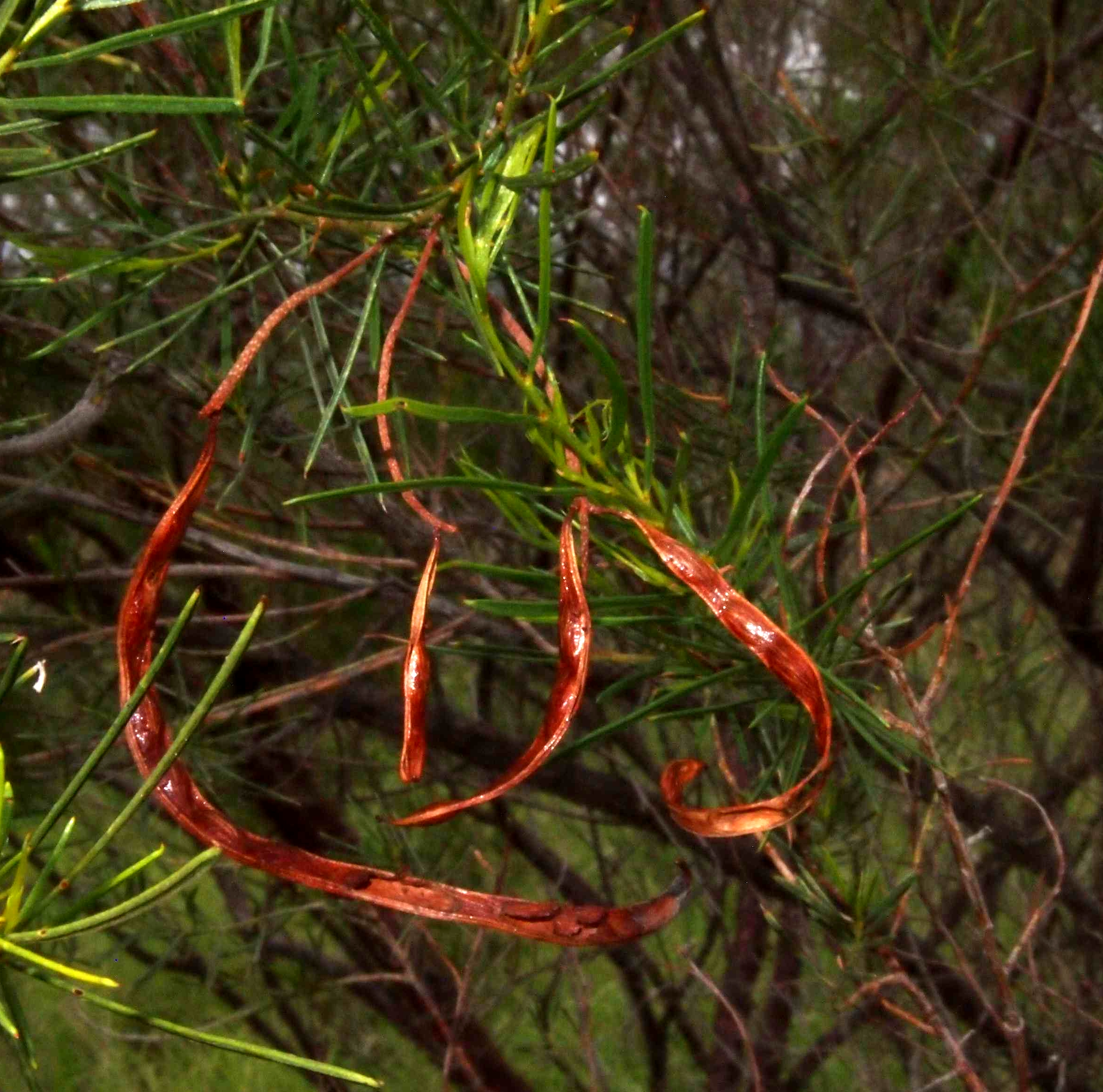
Gousses dAcacia chisholmii.

## Description
Il s'agit d'un arbuste résineux à tiges multiples avec un port étalé qui atteint généralement une hauteur de 4 m. Il a  une écorce de type minni ritchi, type d'écorce brun-rougeâtre qui se détache continuellement en petits flocons donnant à l'arbre l'aspect d'un manteau de cheveux bouclés rouges. Il possède des rameaux anguleux, de couleur brun violacé ou rouge-brun, minutieusement crénelés avec des crêtes légèrement apprimées. Il fleurit entre mai et août, produisant des inflorescences dorées d'une longueur de 13 à 28 mm. Après la floraison, il forme des gousses linéaires et plates, resserrées entre les graines. Les gousses ont une longueur de 2,5 à 14 cm et ont des bords pâles. Les graines brun foncé à noires contenues dans les gousses ont une forme étroitement oblongue à elliptique et une longueur de 3,6 à 4,5 mm.

## Taxonomie
L'espèce a été décrite formellement pour la première fois par le botaniste Frederick Manson Bailey en 1899 dans le cadre de l'ouvrage Contributions to the Queensland Flora publié dans le Queensland Agricultural Journal. Il a été reclassé en tant que Racosperma chisholmii par Leslie Pedley en 1987, puis transféré à nouveau dans le genre Acacia en 2001. Le seul autre synonyme est Acacia costinervis.
Il est assez étroitement apparenté à Acacia lysiphloia et Acacia trachycarpa, Acacia effusa et Acacia gracillima. Il est également capable de s'hybrider avec Acacia monticola.

## Répartition
Acacia chisholmii se trouve dans les parties occidentales du Queensland et est assez commune dans la région de Mount Isa à Cloncurry. La plante se trouve dans les plaines pierreuses généralement lateritique avec des sols sablonneux peu profonds ou dans les pays vallonnés et sur les escarpements et fait généralement partie des prairies ou des communautés boisées d'eucalyptus et de spinifex. Des populations plus petites se trouvent dans les parties les plus orientales du Territoire du Nord autour du Lac Nash.

## Systématique
Le nom correct complet (avec auteur) de ce taxon est Acacia chisholmii F.M.Bailey.
Acacia chisholmii a pour synonymes :
- Acacia costinervis Domin
- Racosperma chisholmii (F.M.Bailey) Pedley